# تشاو ليجي
تشاو لي جي (بالصينية: 赵乐际) (ولد في 8 مارس 1958) هو سياسي صيني وهو الرئيس الحالي للجنة الدائمة للمجلس الوطني لنواب الشعب والعضو الثالث في اللجنة الدائمة للمكتب السياسي للحزب الشيوعي الصيني.
في حياته السياسية السابقة، شغل منصب سكرتير الحزب في تشينغهاي، وأمين الحزب في شنشي، ورئيس قسم التنظيم في الحزب الشيوعي الصيني. التحق بالمكتب السياسي للحزب الشيوعي الصيني في عام 2012 وتمت ترقيته إلى اللجنة الدائمة للمكتب السياسي بعد خمس سنوات. بين عامي 2017 و2022، كان سكرتيرًا للجنة المركزية لفحص الانضباط، أعلى هيئة لمكافحة الفساد في الحزب.

## الحياة المبكرة
وُلِد تشاو ليجي في شينينغ بمقاطعة تشينغهاي في 8 مارس 1958، وكان والداه من شيآن بمقاطعة شنشي. انتقلت العائلة إلى تشينغهاي كجزء من برامج مساعدة الحدود في سنوات ماو. في عام 1974، خلال السنوات الأخيرة من الثورة الثقافية، ذهب تشاو إلى الريف كشاب مُرسَل لأداء العمل اليدوي في إحدى البلديات الزراعية في مقاطعة جايد، تشينغهاي. بعد العمل هناك لمدة عام تقريبًا، عاد تشاو إلى المدينة ليصبح مساعدًا للاتصالات في إدارة التجارة بحكومة مقاطعة تشينغهاي.
انضم تشاو إلى الحزب الشيوعي الصيني في عام 1975 ودخل جامعة بكين في عام 1977 كطالب عامل فلاح جندي؛ وحصل على درجة البكالوريوس في الفلسفة هناك في يناير 1980. ثم أمضى ثلاث سنوات في التدريس في كلية التجارة في تشينغهاي، وشغل مناصب مختلفة مثل مدرس، وأمين جناح رابطة الشبيبة الشيوعية في إدارة التجارة الإقليمية، وكذلك نائب رئيس مكتب العميد. في عام 1983، عاد إلى إدارة التجارة في تشينغهاي كنائب أمين الحزب في الإدارة السياسية، وكذلك أمين لجنة رابطة الشبيبة الشيوعية في الإدارة، وعمل هناك حتى عام 1984.
بين عامي 1984 و1986، عمل مديرًا عامًا وأمينًا للحزب في شركة تشينغهاي للإلكترونيات والكيميائيات. وفي أبريل 1986، أصبح نائبًا لرئيس ونائبًا للأمين العام للحزب في إدارة التجارة الإقليمية، ثم تمت ترقيته إلى رئيسها وأمين الحزب في عام 1991، وعمل هناك حتى عام 1994.

## المهن المحلية

### تشينغهاي
في عام 1993، عُين تشاو مساعدًا لحاكم تشينغهاي، ودخل الحكومة الإقليمية وأصبح جزءًا من الدائرة الداخلية لأمين الحزب في تشينغهاي آنذاك يين كيشينج. ثم تمت ترقيته إلى نائب حاكم تشينغهاي في عام 1994، ثم تم تعيينه أمينًا للحزب في مسقط رأسه شينينغ في عام 1997. تولى منصب الحاكم في عام 1999 في سن 42 عامًا، ليصبح أصغر حاكم إقليمي في البلاد في ذلك الوقت. بالإضافة إلى ذلك تم تعيينه كعضو في اللجنة المركزية للحزب الشيوعي الصيني بعد المؤتمر الوطني السادس عشر للحزب الشيوعي الصيني في عام 2002.
وبعد أن "قفز" عدة مستويات في فترة قصيرة من الزمن، بدأ مسار تشاو الصاعد يتباطأ مع حلول مطلع القرن العشرين. وأصبح تشاو سكرتير الحزب في تشينغهاي في عام 2003 بعد أن أمضى ما يقرب من خمس سنوات في مكتب الحاكم. ويُعزى جزء من عجزه عن الانتقال إلى مقاطعة أكثر ازدهارًا اقتصاديًا وأكثر وضوحًا سياسيًا إلى خلفيته في شنشي. فقد كان يتحدث باللهجة الشنشية حتى في اجتماعات الحكومة.
تميزت فترة حكم تشاو في تشينغهاي بالنمو الاقتصادي السريع، وتضاعف الناتج المحلي الإجمالي للمقاطعة ثلاث مرات منذ توليه منصبه حاكمًا حتى تركه منصب سكرتير الحزب في عام 2007. وقيل إن تشاو اتخذ نهجًا متساهلًا نسبيًا في التعامل مع قضايا الأقليات العرقية وتبنى مشاريع استثمارية صديقة للبيئة. وقد أشادت القيادة المركزية للحزب بإنجازاته في تشينغهاي.

### شنشي
في عام 2007، نُقِل تشاو ليصبح سكرتيرًا للحزب في مقاطعة شنشي، مسقط رأس والديه، بعد أن تولى المناصب العليا في كل من مقاطعته "الأصلية" ومقاطعة ميلاده، كاسرًا بذلك قاعدة غير معلنة في الحزب الشيوعي مفادها أنه لا ينبغي لأمناء الحزب أن ينحدروا أبدًا من المقاطعة التي ينتمون إليها. وقد اعتُبِر هذا بمثابة مؤشر على الثقة التي أبدتها القيادة المركزية لتشاو. في عام 2008، بلغت أرقام نمو الناتج المحلي الإجمالي في شنشي 15٪، لتصبح واحدة من قسمين فقط على مستوى المقاطعة يضعان نصب أعينهما معدلات نمو الناتج المحلي الإجمالي التي تزيد عن 13٪. في شنشي، أشرف تشاو على توسيع وتطوير الحزام الاقتصادي قوانتشونج-تيانشوي (关中-天水).

## القيادة المركزية
بعد المؤتمر الوطني الثامن عشر للحزب الشيوعي الصيني في نوفمبر 2012، تم تعيينه عضوًا في المكتب السياسي للحزب الشيوعي الصيني ورئيسًا لقسم التنظيم في الحزب الشيوعي الصيني.

### اللجنة المركزية لفحص الانضباط

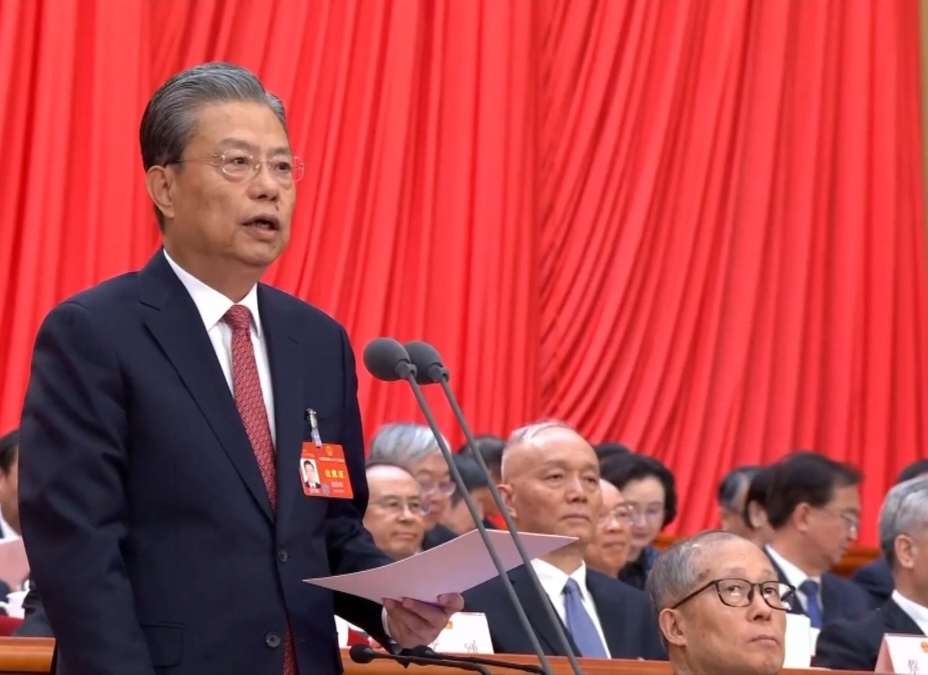
ألقى تشاو كلمة في الاجتماع الختامي للدورة الثانية للمجلس الوطني الرابع عشر لنواب الشعب الصيني

تم اختيار تشاو ليكون العضو السادس في اللجنة الدائمة للمكتب السياسي للحزب الشيوعي الصيني، أعلى هيئة لصنع القرار في الصين، في الدورة الكاملة الأولى للجنة المركزية التاسعة عشرة للحزب الشيوعي الصيني في 25 أكتوبر 2017. في نفس الدورة، خلف وانغ تشي شان ليصبح أمينًا للجنة المركزية لفحص الانضباط، أعلى مؤسسة للرقابة الداخلية للحزب والتي اشتهرت بتنفيذ حملة مكافحة الفساد التي قادها الأمين العام للحزب الشيوعي الصيني شي جين بينج. ووفقًا لصحيفة وول ستريت جورنال، فإن تشاو "اتخذ نهجًا غير تدخلي إلى حد كبير خلال فترة وجوده في منصبه ولم يشارك إلا بالكاد في اتخاذ القرارات بشأن التحقيقات". في سبتمبر 2021، تحدث تشاو في مؤتمر، معلنًا عن تدقيق وطني للشركات المالية الكبرى والهيئات التنظيمية.

### اللجنة الدائمة للمجلس الوطني الشعبي
بعد الدورة الكاملة الأولى للجنة المركزية العشرين للحزب الشيوعي الصيني، أعيد تعيين تشاو في اللجنة الدائمة للمكتب السياسي للحزب الشيوعي الصيني، ليصبح العضو الثالث فيها، وخلفه لي شي كأمين للجنة المركزية لفحص الانضباط. في 10 مارس 2023، تم تعيينه رئيسًا للجنة الدائمة للمجلس الوطني لنواب الشعب، خلفًا للي تشان شو.
في مايو 2023، زار تشاو السنغال والمغرب. في أبريل 2024، زار تشاو كوريا الشمالية، مما جعله أعلى مسؤول صيني يزور كوريا الشمالية منذ زيارة شي جين بينج لكوريا الشمالية في عام 2019. خلال الزيارة، عقد تشاو اجتماعًا مع نظيره الكوري الشمالي تشوي ريونج هاي، رئيس الهيئة التشريعية لكوريا الشمالية والزعيم الكوري الشمالي كيم جونج أون. وفي مارس 2024، خلال اجتماع اللجنة الدائمة للمجلس الوطني لنواب الشعب الصيني، تعهد تشاو لي جي بمراجعة قانون التعليم الدفاعي الوطني مع التركيز على "تحديث نظام الصين وقدرتها على الأمن الوطني". كما أشار إلى تغييرات في قانون الأمن السيبراني. وفي الشهر نفسه، حضر منتدى بوآو الآسيوي، حيث دعا الدول الآسيوية إلى "الحفاظ المشترك على الأمن في آسيا". كما دعا إلى تنفيذ مبادرة الأمن العالمي.